# Franz Cañameras
Franz Cañameras, vollständiger Name Franz Grossert y Cañameras (* 19. Juni 1936 in Sursee; † 5. Dezember 2009 ebenda), war ein Schweizer Architekt, Bildender Künstler und Aktionskünstler.

## Leben und Werk
Franz Cañameras war der Bruder von Michael Grossert. Ihre Grosseltern waren Franz und Josefa y Cañamera, die 1872 mit ihrem Grossonkel Pedro Monner (1854–1922) aus Spanien nach Sursee einwanderten. Dort führten sie in der Altstadt eine spanische Weinhandlung.
Franz Cañameras absolvierte eine Lehre bei dem Architekten Walter Maria Förderer in Basel. Später arbeitete er als Entwurfsarchitekt in verschiedenen Architekturbüros. Ab 1960 arbeitete Cañameras mit dem Architekt Georg Meier aus Sursee zusammen. 1961 begann er ein Studium der Kunstgeschichte an der Universität Zürich und fing an zu malen.
1966 heiratete er Johanna, geborene Zürcher, und beschloss 1967 sich ganz der Malerei zu widmen. Von 1972 bis 1978 hatte er sein Atelier Atelierhaus Wuhrstrasse in Zürich. 1973 erhielt Cañameras seinen ersten öffentlichen Auftrag für ein Keramikrelief am Eingang der Wohnsiedlung Utohof. Von 1976 bis 1978 gestaltete Cañameras die Eingangshalle des Altersheims Dorflinde in Zürich-Oerlikon. In dieser Zeit pflegte er auch den Kontakt zu den Malern der dortigen Kunstszene.
Franz Cañameras lebte ab den 1970er-Jahren in Sursee, wo er eine eigene Malschule gründete. Seine Werke stellte er in Einzel- und Gruppenausstellungen aus. 1991 erlitt er einen schweren Unfall, von dem er sich nicht mehr erholte.